# Karl August Möbius
Karl August Möbius, född 7 februari 1825 i Eilenburg, död 26 april 1908 i Berlin, var en tysk zoolog och ekolog. 
Redan fyra år gammal började han bergsskolan i Eilenburg och var jämbördig med sina äldre klasskamrater. Hans far skickade honom redan 12 år gammal till ett privat lärarseminarium. År 1844 avlade han med bravur lärarexamen i Weissenfels.
Han anställdes vid realskolan i Seesen am Harz. Även om han fick stort erkännande som lärare, skrev han 1849 in sig som student vid universitetet i Berlin i ämnena naturvetenskap och filosofi. Efter studiernas avslutande 1853 blev han lärare inom zoologi, botanik, mineralogi, geografi, fysik och kemi vid Johanneum, ett gymnasium i staden Hamburg. Med promotionen till Dr.phil. i Halle an der Saale började hans framgångsrika tid.
År 1868 följde utnämningen av Karl August Möbius till professor i zoologi vid Kiels universitet. Åren 1868 och 1869 studerade han ostronodlingarna på de tyska, franska och engelska kusterna. Åren 1871 och 1872 var han medlem av den vetenskapliga kommission som på ångbåten Pommerania undersökte Östersjön och Nordsjön.
Under 1874 och 1875 blev en av hans stora önskningar uppfylld - han fick följa med som zoolog på en expedition med astronomer till Mauritius och Seychellerna. År 1879 blev han utnämnd till rektor vid universitetet och utnyttjade då sitt inflytande för att få till stånd en ändring av den naturvetenskapliga skolundervisningen i Tyskland.
Hans åsikt om undervisning var: 
Den som skriver svårbegripligt, har ingen klarhet i, vad han vill säga till andra.
År 1887 bad man honom att ta över ledningen för den zoologiska samlingen i det nya museet för naturvetenskap. Karl August Möbius ägnade sig åt nygestaltningen och ledningen enligt modernaste vetenskapliga utgångspunkter. Vid en ålder av 80 år avslutade han den 30 december 1905 sin vetenskapliga bana.